# شب‌خروش کاکل‌سفید
شب خروش کاکل سفید (نام علمی: Penelope pileata) نام یک گونه از سرده شب‌خروش‌های اصلی است.